# Tågoperatörerna
Branschföreningen Tågoperatörerna är en svensk intresse- och samarbetsförening för tågoperatörer. Föreningen driver deras gentemot regering och riksdag, myndigheter och uppdragsgivare samt media och övriga intressenter.
Tågoperatörerna bildades 1876 som Mellersta Banföreningen, men ändrade namn till Svenska Järnvägsföreningen 1885. De dåvarande enskilda järnvägarna var medlemmar i föreningen, som var en mycket viktig aktör i branschen fram till det allmänna järnvägsförstatligande som genomfördes i Sverige under 1940-talet. Föreningen förde därefter en tynande tillvaro och med tiden sjönk antalet medlemmar till två. Till följd av den avreglering av de svenska järnvägarna som påbörjades 1989 har emellertid antalet medlemmar ökat och föreningens betydelse har därigenom åter blivit allt större. Det nuvarande namnet antogs 2009 och samtliga i Sverige verksamma tågoperatörer är medlemmar i föreningen. År 2015 var antalet medlemmar 35 aktiva och 12 associerade.